# Lukáš Ticháček
Lukáš Ticháček (Přerov, 12 gennaio 1982) è un pallavolista ceco.
Gioca nel ruolo di palleggiatore nell'Asseco Resovia.

## Carriera
La carriera da professionista di Lukáš Ticháček inizia nella stagione 1999-00, quando fa il proprio debutto nella Extraliga ceca con la maglia del Volejbalový Klub Dukla Liberec: milita ininterrottamente nel club per ben sette annate, nel corso delle quali si aggiudica due scudetti ed una coppa nazionale, oltre a raggiungere la Final four della Top Teams Cup 2004-05; nel 2003, inoltre, fa il suo debutto nella nazionale ceca.
Nella stagione 2006-07 fa la sua prima esperienza all'estero, legandosi per cinque annate al Verein für Bewegungsspiele Friedrichshafen, nella 1. Bundesliga tedesca: oltre a trionfare ogni anno in campionato, vince tre edizione della Coppa di Germania e la Champions League 2006-07; con la nazionale riesce a mettersi in mostra in tornei minori come il Memorial Hubert Wagner 2011, nel quale vince la medaglia di bronzo e viene premiato come miglior palleggiatore.
Nel campionato 2011-12 approda nella Polska Liga Siatkówki, iniziando una lunga militanza nell'Asseco Resovia di Rzeszów: oltre a tre scudetti ed il successo nella Supercoppa polacca 2013, raggiunge la finale della Coppa CEV 2011-12 e della Champions League 2014-15; con la sua nazionale vince la medaglia di bronzo alla European League 2013.

## Palmarès

### Club
- Campionato ceco: 2

2000-01, 2002-03
- Campionato tedesco: 5

2006-07, 2007-08, 2008-09, 2009-10, 2010-11
- Campionato polacco: 3

2011-12, 2012-13, 2014-15
- Coppa della Repubblica Ceca: 1

2000-01
- Coppa di Germania: 3

2006-07, 2007-08, 2011-12
- Supercoppa polacca: 1

2013
- Champions League: 1

2006-07

### Nazionale (competizioni minori)
- European League 2004
- Memorial Hubert Wagner 2011
- European League 2013

### Premi individuali
- 2010 - Memorial Hubert Wagner: Miglior servizio
- 2011 - Memorial Hubert Wagner: Miglior palleggiatore